# Ukončete nás
Ukončete nás...! je první studiové album české rockové skupiny Tata Bojs. Deska byla nahrána ve studiu Sono a na podzim roku 1997 ji vydala firma Indies Records. Obsahuje tehdy zbrusu nové písně, ale i písně, které byly již dříve součástí repertoáru (např. Kus vody, Jaro).
Produkce se ujali samotní Tata Bojs a Romek Hanzlík (bývalý člen kapely Už jsme doma), zvukový inženýr byl Milan Cimfe a nahrávku mixoval americký producent Jonathan Burnside (předtím spolupracoval například s Faith No More či s Nirvanou). Album bylo pokřtěno 26. září 1997 v pražském klubu Delta, kmotrem desky se stal tehdejší manažer Dopravního podniku hl. m. Prahy Jaroslav Ďuriš (který jí přál „tolik posluchačů, kolik má metro cestujících“). Snímek na obal desky pořídil fotograf Salim Issa na stanici Malostranská.
Album obsahuje hit Jaro, ke kterému byl natočený videoklip. Natáčení tohoto videoklipu přerušilo zanícené slepé střevo kytaristy Marka Doubravy (proto v některých záběrech, hlavně v těch interiérových, kytarista jen sedí). Natáčení se tím o pár dní prodloužilo.
Klip byl natočen také k písni Divnosti, a to, symbolicky, přímo v prostorech pražského metra.   

## JarolomenoDivnosti
V červnu 1997 byl vydán singl Jaro lomeno Divnosti. Kromě dvou titulních písní obsahuje album také jednu předělávku a tři remixy, na kterých se podílel Ondřej Ježek, Jonathan Burnside, Josef Sedloň a Jan P. Muchow. Singl kapela 24. června propaguje v pořadu Snídaně s Novou a byl pokřtěn 17. července v Lucerna Music Baru.
| 1 | Jaro (Album Verze)                              | 2:52 |
| 2 | Divnosti (Lůp Verze)                            | 5:00 |
| 3 | Poslední Dobou (Cowboys In Сою́з Де Луксе Remix) | 7:58 |
| 4 | Jaro (Bird Cat Caruso Mix)                      | 2:54 |
| 5 | Divnosti (Strýček Jonatán Remix)                | 4:57 |
| 6 | Si Kles (Akustická Verze)                       | 3:48 |
| 7 | Jaro (Akustická Verze)                          | 2:53 |

### Ukončete nás...!
| 1  | Bim bam (Intro)                   | 0:05 |
| 2  | Kus Vody                          | 3:16 |
| 3  | Jaro                              | 3:06 |
| 4  | Léto                              | 2:20 |
| 5  | Podzim                            | 2:20 |
| 6  | Zima                              | 2:20 |
| 7  | Podmořská                         | 3:23 |
| 8  | Devoto                            | 3:44 |
| 9  | Mardoš Jede                       | 0:05 |
| 10 | Kovbojové                         | 2:58 |
| 11 | Tělesná                           | 4:08 |
| 12 | Mouchy                            | 2:17 |
| 13 | Poslední Dobou                    | 2:56 |
| 14 | A.N.I.                            | 2:27 |
| 15 | To Sou Hlásky (Hardcoreová Verze) | 0:50 |
| 16 | Štěstí                            | 3:47 |
| 17 | Divnosti                          | 4:34 |
| 18 | Beruška                           | 3:12 |
| 19 | Konec I.                          | 0:06 |
| 20 | Konec II.                         | 0:04 |